# Бенедиктин
Бенедикти́н (фр. Bénédictine) — крепкий французский ликёр на основе спирта из сахарной свёклы, трав и мёда. Крепость 40 % алк. С 1986 года бренд принадлежит итальянской компании Martini & Rossi, которая, в свою очередь, в 1992 году была куплена компанией Bacardi.

## История напитка
Бенедиктин изобрёл в 1510 году монах Дон Бернардо Винчелли из монастыря св. Бенедикта в Фекане, Верхняя Нормандия, Франция.
На ярлыке каждой бутылки Бенедиктина написаны инициалы D.O.M., которые означают «Deo Optimo Maximo», что переводится как «Господу, Лучшему, Величайшему» и является девизом Бенедиктинского Ордена. По другой версии эти слова (другой перевод D.O.M.: «Слава Господу, величайшему, могущественнейшему и добрейшему!») произнес дон Бернардо Винчелли, когда попробовал созданный им ликёр и назвал его в угоду Богу Бенедиктин, то есть «Благословенный»

В конце XIX — начале XX века на страницах «Энциклопедического словаря Брокгауза и Ефрона» этот напиток был описан следующим образом: 
«Стремление осмеять любовь монастырской братии к тонким блюдам и хорошему вину выражается у французов не только в массе народных песен, но и в названиях самых употребительных ликеров, каковы, напр., шартрез и бенедиктин. Последний приготовляется в аббатстве Фекан (Fecamp) в Нижней Нормандии, где когда-то бенедиктинцы имели свой монастырь, теперь уже давно упраздненный; несмотря, однако, на это, в рекламах о Б. до сих пор говорится, что „ни одна бутылка не должна идти в продажу без печати настоятеля“. — Ликер Б. приготовляется настаиванием коньяка на особых травах, собираемых на берегу моря. Коньяк выделывается тут же, на огромном заводе в готическом стиле, при котором имеется любопытный музей местных древностей.»
В бурные и трагические времена Великой французской революции аббатство было закрыто, а рецепт бенедиктина утерян. Однако, как гласит местная легенда, в 1863 году нормандский виноторговец Александр Легран нашел старинный фолиант с зашифрованными рецептами монахов и сумел восстановить один из них.
В 1876 году Легран создал компанию «Бенедиктин», добившись от главы ордена официального разрешения на эксклюзивное право производить ликер. Разбогатев на ликере, предприимчивый Легран построил в Фекане роскошный музей-дворец, назвав его «Дворец бенедиктина».
Три вида Бенедиктина (ординарный, выдержанный и В&В) производятся и сегодня, они пользуется заслуженной известностью и популярностью.

## Состав
Состав напитка держится в строжайшем секрете и составляет производственную тайну. Якобы только три человека одновременно могут знать все нюансы его приготовления.
Известно, что в состав ликёра входят следующие ингредиенты: можжевельник, шафран, арника, мелисса, чай, чабрец, кориандр, гвоздика, лимон, ваниль, апельсиновая цедра, мёд, корица; всего используется более двадцати семи различных трав.

## Употребление напитка
Бенедиктин употребляется в чистом виде со льдом, либо используется для приготовления коктейлей (например Сингапурский слинг, Облепиховый тодди, Лики, B&B или шотландский смэш), а также ценится любителями кофе с ликером.